# Pelidnota virescens
Pelidnota virescens es una especie de escarabajo del género Pelidnota, familia Scarabaeidae. Fue descrita científicamente por Burmeister en 1844.
Especie nativa de la región neotropical. Habita en México, Nicaragua y Costa Rica.